# オートリバース
『オートリバース』は、高崎卓馬による青春小説。
アイドル全盛期となった1980年代を舞台に、親友となった二人の男子中学生が当時無名時代だったアイドル・小泉今日子の親衛隊に入ったことを機に親衛隊の暴徒化などの様々な出来事に直面していく青春群像劇である。
タイトルの『オートリバース』とは、カセットを再生するラジカセや携帯音楽プレーヤーに搭載された、カセットの面が終わると次の面が自動的に再生される機能のこと。
シンガーソングライター・斉藤和義が本作のために書き下ろしたコラボソング『オートリバース 〜最後の恋〜』が制作され、2019年11月20日発売の49枚目のシングル『いつもの風景』のカップリング曲として収録され、2020年1月29日発売の20枚目のオリジナルアルバム『202020』にも収録された。
2020年12月にHiHi Jetsの猪狩蒼弥と作間龍斗主演でラジオドラマ化された。詳しくは後述。

## あらすじ
1982年の夏。福岡から千葉の中学校に転校したチョクこと橋本直は、同じく転校生の高階良彦と出会う。校内暴力によって荒れる学校で直は不良の学生に絡まれるが、高階が仲裁に入って救ったことで親友となる。ところが高階は「好きな女ができたから、お前とはもう遊べない」と言い出した。その「好きな女」とは、現在売り出し中のアイドル・小泉今日子だった。小泉の親衛隊に入隊した直と高階は「小泉を1位にする」ことを決意する。ところが親衛隊は組織の拡大と共に暴走族のように変貌していき、直は困惑するようになる。一方高階は人が変わったように親衛隊の隊長を目指すことに固執し、直との関係に深い溝が出来てしまう。

## 登場人物
橋本 直（はしもと なお）
主人公。福岡県博多出身の中学生で、彼が転校生として千葉県の中学校に転校するところから始まる。母親や友人からは「直」を音読みにした「チョク」というあだ名で呼ばれている。同じ日にクラスに転校した高階に誘われる形で小泉今日子の親衛隊に所属するが、変貌していく親衛隊と高階に困惑し、その傷を舐め合う形で親衛隊に所属する三谷の恋人・ヒメと交際するようになる。
高階 良彦（たかしな よしひこ）
もう一人の主人公。直と同じクラスに転校した。小泉今日子のファンで、直を親衛隊に誘う。ところが親衛隊が暴走族のように変貌していく中で自身も人が変わったような態度をするようになり、親衛隊の隊長を目指すような性格へと変わっていった。

## ラジオドラマ
2020年にHiHi Jetsがキャンペーンアンバサダーを務める日本民間放送連盟ラジオ委員会とradikoとの共同企画『TOMORROW PROJECT「ラジオっていいね」』の一環として2020年12月7日から13日にかけて『青春ラジオ小説 オートリバース（せいしゅんラジオしょうせつ-）』のタイトルで民放ラジオ局99局にてラジオドラマが放送された。
本作はバイノーラル録音で収録されており、イヤホンやヘッドホンで聴くとあたかもその場に居合わせたような臨場感を再現出来る。
民放ラジオ局で1時間かつ1話完結のラジオドラマが放送された後、12月7日から12月13日までradiko公式サイトや番組特設サイトで未放送シーンを加えて本編のストーリーを全11話に分割させた分割配信版を順次配信し12月20日まで視聴が行われた。分割配信版ではradiko公式サイトやアプリでの標準音質バージョンに加え、高音質バージョンも同時に用意された。
民放ラジオ放送版では、ラストの台詞が各局ごとに異なり3種類存在する。
本ドラマの好評を受けて2021年4月12日から2021年4月25日まで番組特設サイトで分割配信版全11話（高音質バージョン）を約2時間にまとめたディレクターズカット版を配信。

### キャスト
- 橋本直：猪狩蒼弥（HiHi Jets）
- 高階良彦：作間龍斗（HiHi Jets）
- ヒメ：美山加恋
- 田原：栗原卓也
- 三谷：渡辺佑太朗
- 川西：犬飼直紀
- 直の母：片岡礼子
- 先生：津田寛治
- 高階の母：安澤千草
- 吉田照美：吉田照美（本人役）[注釈 3]
- 小泉今日子：恒松祐里
- タイトル：黒木華[注釈 4]

### スタッフ
- 原作・脚本：高崎卓馬
- 演出：長尾直樹
- プロデューサー：中野良隆、小澤裕治、鳥居翼佐
- 音楽：周防義和
- キャスティング：吉川威史、佐野慧月
- 音楽プロデューサー：武田秀二
- 技術：岡本芳一
- 音響効果：柳原利正
- バイノーラル録音：野添志朗
- 助監督：阿部理沙、古田智大
- 制作：斎藤健志、八木浩貴
- 美術制作：佐藤かおり
- 技術助手：金井郷
- 音響効果協力：渋谷圭介、岡部泰輝
- スタジオアシスタント：恵福幸栄
- プロダクションアシスタント：王隆基
- 収録スタジオ：東宝スタジオ
- バイノーラルミックス：スタジオアーム
- 協力：佐野市、下田市ロケーションサービス、レントシーバー、ZOOM、MUSIC FRONT
- 制作プロダクション：ギークピクチュアズ、ギークサイト

### 音楽
オープニング・エンディングテーマ
「オートリバース〜最後の恋〜」
作詞・作曲・歌 - 斉藤和義
原作小説とのコラボソング。番組開始直後のオープニングと番組終了時のエンディングで、分割配信版ではオープニングでのみ使用された。分割配信版では直役の猪狩蒼弥によるナレーションが入る。
テーマソング
「ドラゴンフライ」
作詞 - 高崎卓馬 / 作曲・編曲 - 中野領太 / 歌 - HiHi Jets
本編終了後に使用。原作者の高崎が歌詞を書き下ろした。民放ラジオ放送版では2番の歌詞まで使用され、分割配信版及びディレクターズカット版では1番の歌詞のみ使用された。

### 各話リスト
radiko公式サイト及び番組特設サイトで配信された分割配信版のエピソードを記載。
| 話数            | サブタイトル                                                     | 配信日         |
| --------------- | ---------------------------------------------------------------- | -------------- |
| 第1話           | この世界は仮の居場所だから。                                     | 2020年 12月7日 |
| 第2話           | なんだよ、勝手にひっくりかえるなよ。                             | 2020年 12月7日 |
| 第3話           | 親衛隊、ここは努力が報われる場所。                               | 2020年 12月7日 |
| 第4話           | 僕らは女神の微笑みが欲しいだけ。                                 | 2020年 12月7日 |
| 第5話           | 僕らが拳を握る理由を、世界は知ろうともしない。                   | 2020年 12月7日 |
| 第6話           | どれだけ待てば僕のため息がアラスカで風になるんだろう。           | 12月8日        |
| 第7話           | 男はちょっとバカなくらいがいい、だよね？                         | 12月9日        |
| 第8話           | 好きになってはいけないひとほど好きになるのはどういうわけだろう。 | 12月10日       |
| 第9話           | そして僕たちは途方に暮れて一億の夜を超える                       | 12月11日       |
| 第10話          | 奇跡はそれを必要とするひとに                                     | 12月12日       |
| 第11話 (最終話) | なんてったってアイドル                                           | 12月13日       |